# Florence Maruéjol
Florence Maruéjol (...) è un'egittologa francese.
Come studiosa ha soggiornato in Egitto per cinque anni, dal 1981 al 1986 ed insegna a Parigi presso l'Istituto Khéops dal 1996. Sull'argomento svolge attività di ricercatrice, insegnante, divulgatrice (in una ventina di libri per ragazzi), traduttrice, fotografa.

## Opere
Tra le sue numerose opere citiamo:
- L'amore al tempo dei faraoni, Gremese Editore, ISBN 978-88-8440-749-8
- Alla scoperta dell'Egitto dei faraoni, Rizzoli Editore, ISBN 88-17-24-267-5
- L'Egitto dei faraoni, Arnoldo Mondadori Editore, ISBN 88-04-51844-8
- Piramidi egizie, E. Elle Editore, (EAN) ISBN 9788847706347
- Thoutmosis III, Pygmalion Editions, ISBN 9782756414546